# Ian Morris
Ian Morris (ur. 30 listopada 1961 w Siparii) – trynidadzko-tobagijski lekkoatleta, specjalizujący się w biegach sprinterskich, dwukrotny uczestnik letnich igrzysk olimpijskich (Seul 1988, Barcelona 1992).

## Sukcesy sportowe
- mistrz Trynidadu i Tobago w biegu na 200 metrów – 1986[1]
- siedmiokrotny mistrz Trynidadu i Tobago w biegu na 400 metrów –  1986, 1987, 1988, 1989, 1991, 1993, 1996

| Rok  | Miasto        | Zawody                                   | Konkurencja                      | Wynik                    |
| ---- | ------------- | ---------------------------------------- | -------------------------------- | ------------------------ |
| 1986 | Santiago      | Igrzyska Ameryki Środkowej i Karaibów    | bieg na 400 m                    | srebrny medal            |
| 1987 | Indianapolis  | Halowe mistrzostwa świata                | bieg na 400 m                    | 4. miejsce               |
| 1987 | Caracas       | Mistrzostwa Ameryki Środkowej i Karaibów | bieg na 400 m                    | brązowy medal            |
| 1987 | Indianapolis  | Igrzyska panamerykańskie                 | bieg na 400 m                    | 5. miejsce               |
| 1988 | Seul          | Igrzyska olimpijskie                     | bieg na 400 m                    | 7. miejsce               |
| 1989 | Budapeszt     | Halowe mistrzostwa świata                | bieg na 400 m                    | srebrny medal            |
| 1991 | Hawana        | Igrzyska panamerykańskie                 | bieg na 400 m                    | srebrny medal            |
| 1991 | Tokio         | Mistrzostwa świata                       | bieg na 400 m                    | 6. miejsce               |
| 1992 | Barcelona     | Igrzyska olimpijskie                     | bieg na 400 m sztafeta 4 × 400 m | 4. miejsce 7. miejsce    |
| 1993 | Toronto       | Halowe mistrzostwa świata                | sztafeta 4 × 400 m               | srebrny medal            |
| 1994 | Victoria      | Igrzyska Wspólnoty Narodów               | sztafeta 4 × 400 m               | brązowy medal            |
| 1995 | Mar del Plata | Igrzyska panamerykańskie                 | sztafeta 4 × 400 m bieg na 400 m | brązowy medal 4. miejsce |

## Rekordy życiowe
- bieg na 200 metrów – 20,71 – San Angelo 20/05/1988
- bieg na 200 metrów (hala) – 22,19 – Budapeszt 04/03/1989
- bieg na 300 metrów – 32,27 – Cwmbran 12/07/1992
- bieg na 400 metrów – 44,21 – Barcelona 03/08/1992 (do 2016 rekord Trynidadu i Tobago)
- bieg na 400 metrów (hala) – 46,09 – Budapeszt 04/03/1989